# Diócesis de Plasencia
La diócesis de Plasencia (en latín: Dioecesis Placentina in Hispania) es una circunscripción eclesiástica de la Iglesia católica en España. Se trata de una diócesis latina, sufragánea de la archidiócesis de Mérida-Badajoz. Desde el 16 de julio de 2022 su obispo es Ernesto Brotóns Tena.

## Territorio y organización
La diócesis tiene 10 354 km² y extiende su jurisdicción sobre los fieles católicos de rito latino residentes en la parte oriental de la provincia de Cáceres y una franja de la provincia de Badajoz, ambas en la comunidad autónoma de Extremadura. Además comprende 5 municipios en la provincia de Salamanca de la comunidad autónoma de Castilla y León: Béjar, Santibáñez de Béjar, Puente del Congosto, Navamorales y El Tejado.
La sede de la diócesis se encuentra en la ciudad de Plasencia, en donde se halla la Catedral de Santa María (o catedral nueva, comenzada a construir en 1498) y la Catedral vieja de Santa María.
En 2021 en la diócesis existían 201 parroquias agrupadas en 15 arciprestazgos: Béjar, Cabezuela del Valle, Casatejada, Don Benito, Fuentes de Béjar, Hervás, Jaraíz de la Vera, Jarandilla de la Vera, Logrosán, Miajadas, Mirabel, Navalmoral de la Mata, Navalvillar de Pela, Plasencia y Trujillo.

## Historia
La diócesis fue erigida en 1189 o en la primera mitad de 1190 por el papa Clemente III a instancias del rey Alfonso VIII de Castilla quien había fundado la ciudad en 1186. Aunque la bula original no se conserva, el texto íntegro se encuentra en un escrito posterior del papa Honorio III, el 14 de noviembre de 1221 por el que se confirmó la erección de la diócesis.
De esa época existen dos datos de relevancia: en junio de 1188 el papa Clemente III instó a Pedro Tajador, arcediano de Plasencia, para que sometiera a todos los placentinos a la autoridad del obispo de Ávila; el 1 de junio de 1190 firmó una orden de donación del rey Alfonso VIII a Bricio, ya como obispo de Plasencia.
Desde su fundación, esta diócesis fue sufragánea de la archidiócesis de Santiago de Compostela, ya que en aquellos momentos Mérida estaba bajo el dominio islámico y carente de población. 
En 1216 Béjar, disputada entre las diócesis de Ávila y Plasencia, fue asignada a esta última por bula del papa Honorio III.
Aunque desde el siglo XV existían colegios para la formación de sacerdotes, el 19 de julio de 1670 se fundó el seminario diocesano, que desde el principio estuvo ubicado en un gran edificio especialmente construido.
El Concordato de 1851 adscribió la diócesis como sufragánea de la archidiócesis de Toledo. 
En 1958 cambiaron los límites territoriales de la diócesis, que se mantenían sin cambios desde el siglo XIII. Algunas parroquias del arciprestazgo de Béceda fueron cedidas a la diócesis de Ávila y la parroquia de Nuestra Señora del Olmo de Aldeanueva del Camino a la diócesis de Coria-Cáceres, adquiriendo de esta última diócesis mediante el decreto Quum sollemnibus la parroquia de Montemayor y las parroquias de El Gordo, Berrocalejo, Santibáñez de Béjar, Puente del Congosto, Navamorales, y El Tejado de la diócesis de Ávila.
El 28 de julio de 1994 el papa Juan Pablo II erigió la provincia eclesiástica de Mérida-Badajoz, de la que dependen, hasta la actualidad, las diócesis de Coria-Cáceres y Plasencia.

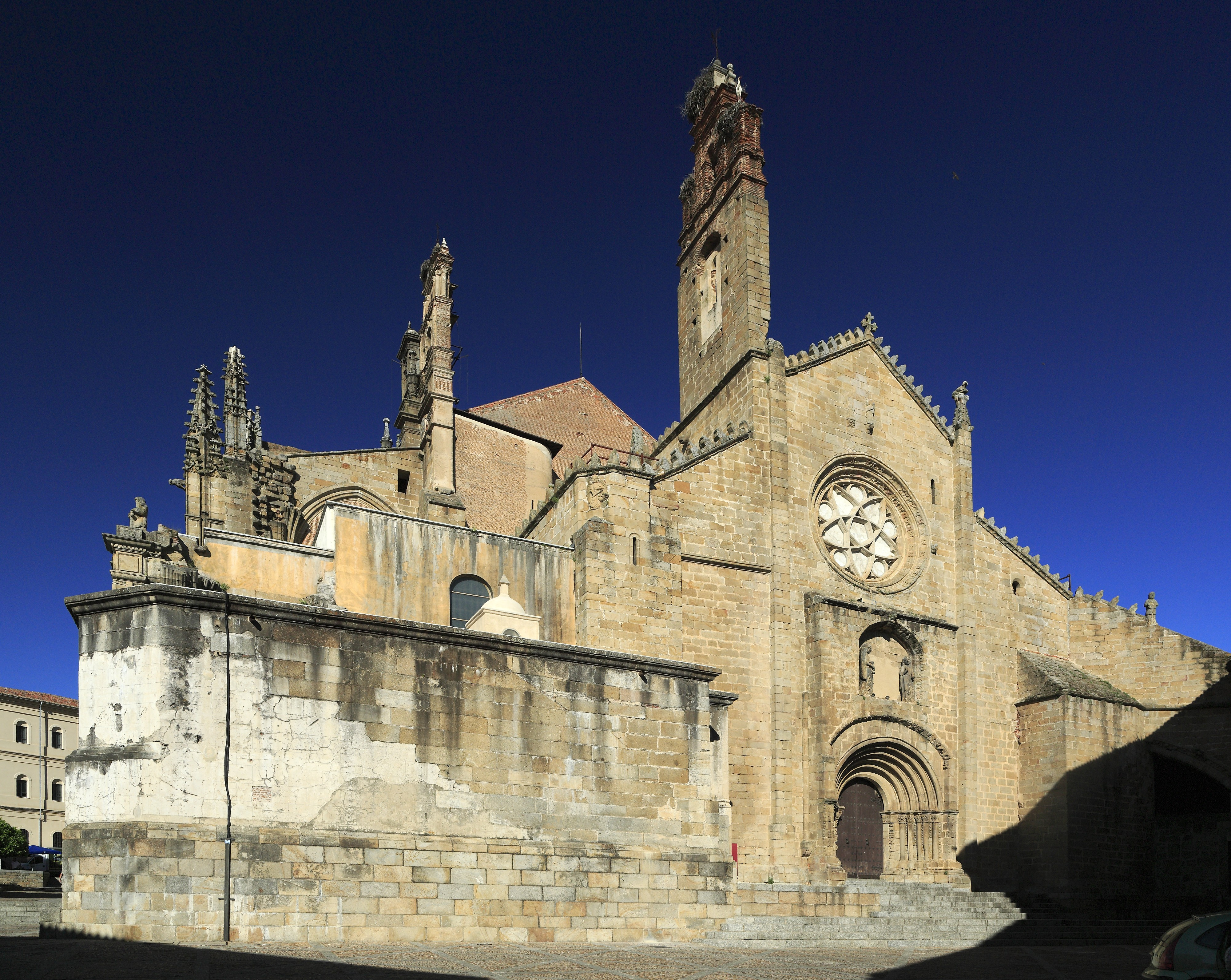
Catedral vieja de Plasencia.
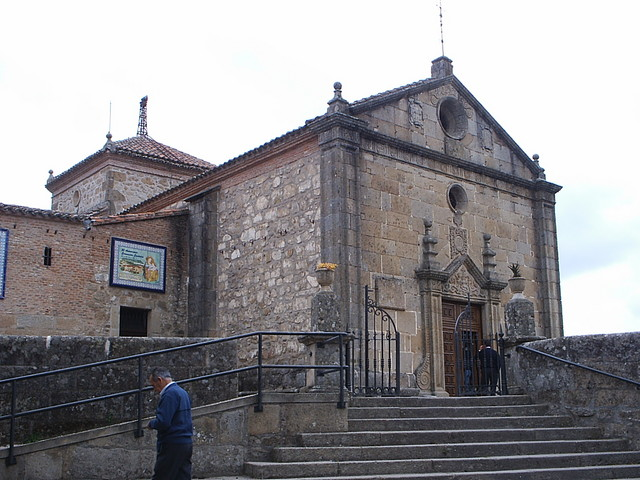
Santuario de la Virgen del Puerto, en Plasencia.
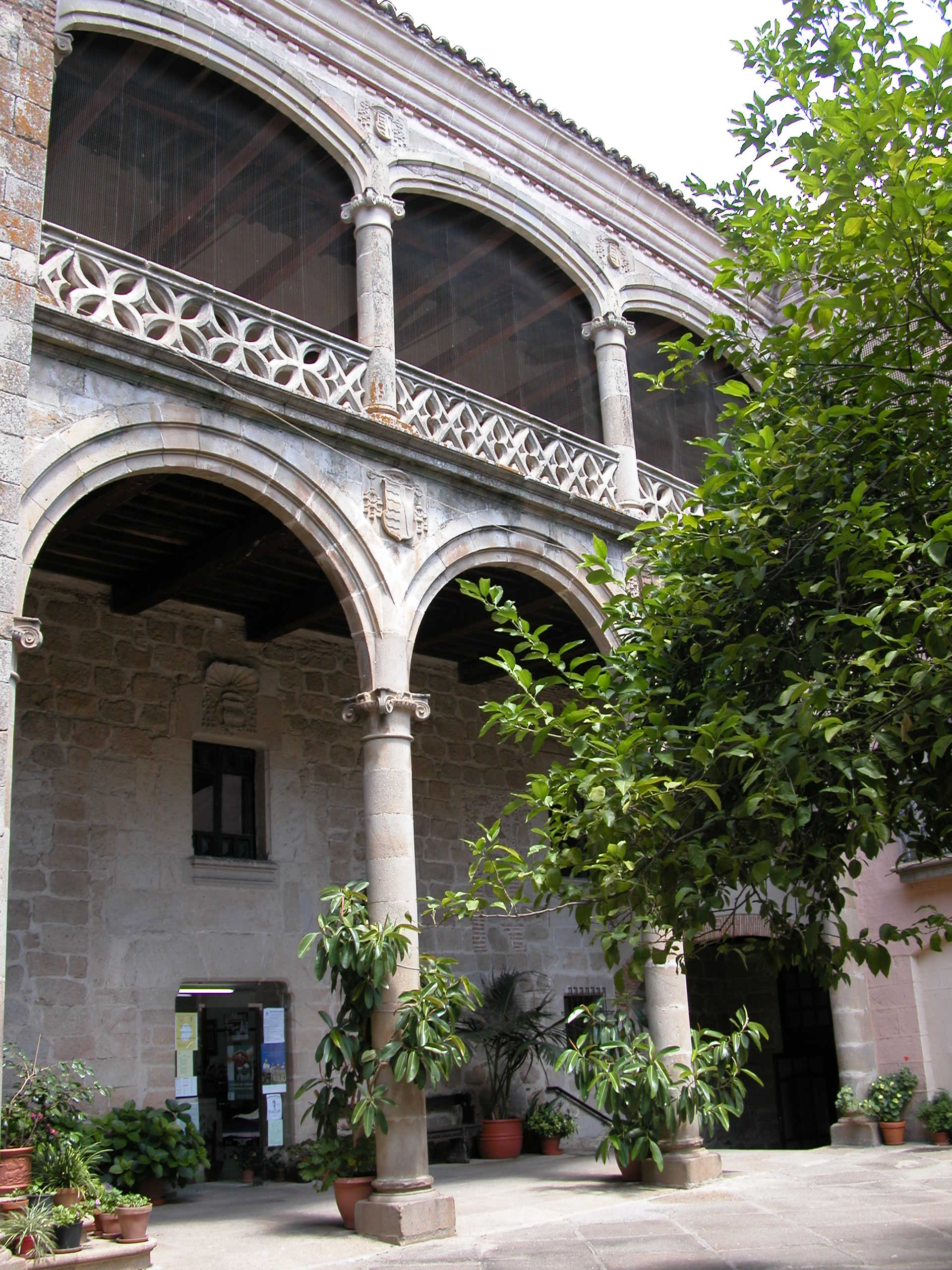
Palacio episcopal de Plasencia.
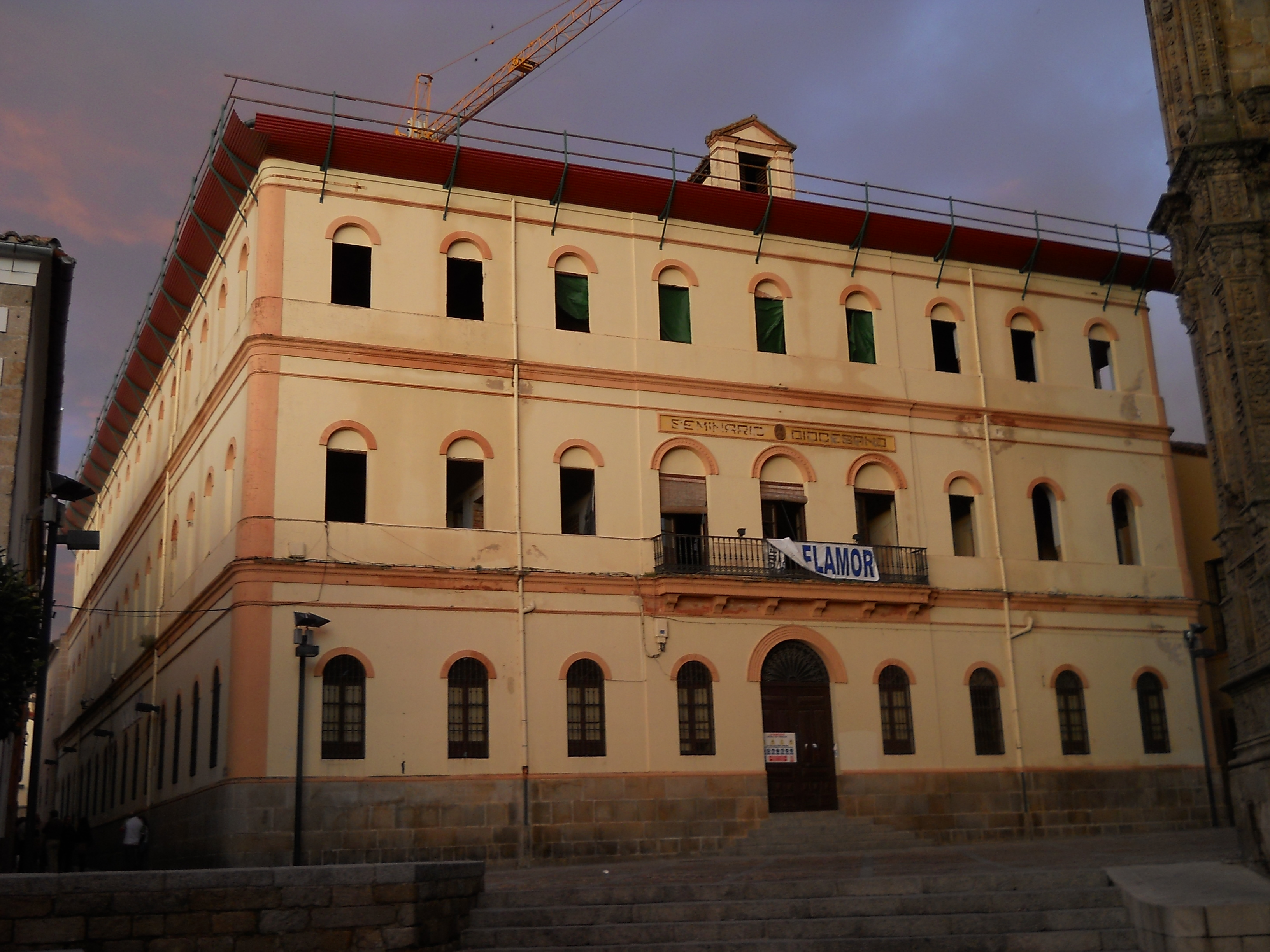
Seminario diocesano de Plasencia.

## Estadísticas
Según el Anuario Pontificio 2022 la diócesis tenía a fines de 2021 un total de 248 788 fieles bautizados.
| Año                                                                             | Población            | Población | Población      | Sacerdotes | Sacerdotes    | Sacerdotes    | Bautizados por sacerdote | Diáconos permanentes | Religiosos | Religiosos | Parroquias |
| Año                                                                             | Bautizados católicos | Total     | % de católicos | Total      | Clero secular | Clero regular | Bautizados por sacerdote | Diáconos permanentes | Varones    | Mujeres    | Parroquias |
| ------------------------------------------------------------------------------- | -------------------- | --------- | -------------- | ---------- | ------------- | ------------- | ------------------------ | -------------------- | ---------- | ---------- | ---------- |
| 1950                                                                            | 334 000              | 335 000   | 99.7           | 225        | 200           | 25            | 1484                     |                      | 45         | 450        | 168        |
| 1970                                                                            | 325 000              | 325 000   | 100.0          | 307        | 261           | 46            | 1058                     |                      | 111        | 665        | 166        |
| 1976                                                                            | 310 000              | 310 000   | 100.0          | 228        | 188           | 40            | 1359                     |                      | 70         | 532        | 204        |
| 1990                                                                            | 268 000              | 273 100   | 98.1           | 200        | 170           | 30            | 1340                     |                      | 49         | 466        | 201        |
| 1999                                                                            | 271 646              | 273 687   | 99.3           | 201        | 170           | 31            | 1351                     |                      | 44         | 416        | 201        |
| 2000                                                                            | 270 915              | 271 720   | 99.7           | 210        | 166           | 44            | 1290                     |                      | 56         | 419        | 201        |
| 2001                                                                            | 271 026              | 274 644   | 98.7           | 189        | 158           | 31            | 1434                     |                      | 51         | 406        | 201        |
| 2002                                                                            | 270 494              | 274 561   | 98.5           | 204        | 173           | 31            | 1325                     |                      | 48         | 433        | 201        |
| 2003                                                                            | 270 463              | 275 793   | 98.1           | 180        | 172           | 8             | 1502                     |                      | 27         | 435        | 201        |
| 2004                                                                            | 266 724              | 272 654   | 97.8           | 179        | 171           | 8             | 1490                     |                      | 38         | 408        | 201        |
| 2013                                                                            | 270 100              | 279 100   | 96.8           | 172        | 155           | 17            | 1570                     |                      | 44         | 349        | 200        |
| 2016                                                                            | 261 853              | 273 172   | 95.9           | 177        | 160           | 17            | 1479                     |                      | 31         | 329        | 200        |
| 2019                                                                            | 246 869              | 266 947   | 92.5           | 170        | 150           | 20            | 1452                     |                      | 40         | 300        | 201        |
| 2021                                                                            | 248 788              | 264 282   | 94.1           | 181        | 162           | 19            | 1374                     |                      | 33         | 296        | 201        |
| Fuente: Catholic-Hierarchy, que a su vez toma los datos del Anuario Pontificio. |                      |           |                |            |               |               |                          |                      |            |            |            |

Según estadísticas oficiales, durante el curso 2018-19, tres seminaristas estudiaron en el Seminario Mayor diocesano.

## Episcopologio
El 16 de julio de 2022 se hizo público el nombramiento como obispo de Ernesto Jesús Brotóns Tena.